# Ablaberoides abyssinicus
Ablaberoides abyssinicus är en skalbaggsart som beskrevs av Brenske 1902. Ablaberoides abyssinicus ingår i släktet Ablaberoides och familjen Melolonthidae. Inga underarter finns listade i Catalogue of Life.